# 吴雯绢
吴雯绢（1981年7月5日—），中国女子手球运动员，曾代表中国参加2008年夏季奥运会女子手球比赛，最终获得第六名。她也参加了2006年亚洲运动会女子手球比赛，未能获得奖牌。